# Deuterotypus lycaenarum
Deuterotypus lycaenarum là một loài tò vò trong họ Ichneumonidae.